# Пјомбино Дезе (Падова)
Пјомбино Дезе (итал. Piombino Dese) је насеље у Италији у округу Падова, региону Венето.
Према процени из 2011. у насељу је живело 4879 становника. Насеље се налази на надморској висини од 24 м.

## Становништво
Према резултатима пописа становништва 2011. у општини је живело 9.276 становника.
| 1931. | 1936. | 1951. | 1961. | 1971. | 1981. | 1991. | 2001. | 2011. |
| ----- | ----- | ----- | ----- | ----- | ----- | ----- | ----- | ----- |
| 7.442 | 7.088 | 6.905 | 6.270 | 7.146 | 7.603 | 7.813 | 8.604 | 9.276 |